# لو هودسن
لو هودسن (انگلیسی: Lou Hudson; ۱۱ ژوئیهٔ ۱۹۴۴ – ۱۱ آوریل ۲۰۱۴) بازیکن بسکتبال اهل ایالات متحده آمریکا بود.
از باشگاه‌هایی که در آن بازی کرده‌است می‌توان به لس آنجلس لیکرز و آتلانتا هاوکس اشاره کرد.